# Turkey International 2017
Die Turkey International 2017 im Badminton fanden vom 18. bis zum 21. Dezember 2017 in Ankara statt. Es war die zehnte Auflage der Turnierserie.

## Sieger und Platzierte
| Disziplin    | Gold                          | Silber                                  | Bronze                                 |
| ------------ | ----------------------------- | --------------------------------------- | -------------------------------------- |
| Herreneinzel | Lucas Claerbout               | Muhammed Ali Kurt                       | Valeriy Atrashchenkov                  |
| Herreneinzel | Lucas Claerbout               | Muhammed Ali Kurt                       | Stanislav Pukhov                       |
| Dameneinzel  | Özge Bayrak                   | Neslihan Yiğit                          | Vaishnavi Reddy Jakka                  |
| Dameneinzel  | Özge Bayrak                   | Neslihan Yiğit                          | Mariya Mitsova                         |
| Herrendoppel | Alexander Dunn Adam Hall      | Mikkel Stoffersen Mathias Thyrri        | Peyo Boichinov Ivan Panev              |
| Herrendoppel | Alexander Dunn Adam Hall      | Mikkel Stoffersen Mathias Thyrri        | Peter Käsbauer Johannes Pistorius      |
| Damendoppel  | Bengisu Erçetin Nazlıcan Inci | Maryna Iljinska Yelyzaveta Zharka       | Ksenia Evgenova Anastasiia Semenova    |
| Damendoppel  | Bengisu Erçetin Nazlıcan Inci | Maryna Iljinska Yelyzaveta Zharka       | Busra Yalçinkaya Fatma Nur Yavuz       |
| Mixed        | Peter Käsbauer Olga Konon     | Valeriy Atrashchenkov Yelyzaveta Zharka | Rodion Kargaev Viktoriia Vorobeva      |
| Mixed        | Peter Käsbauer Olga Konon     | Valeriy Atrashchenkov Yelyzaveta Zharka | Dmitriy Panarin Anastasiia Pustinskaia |